# 3978 Klepešta
3978 Klepešta este un asteroid din centura principală, descoperit pe 7 noiembrie 1983 de Zdeňka Vávrová.